# Muse Watson
Muse Watson (Alexandria, 20 luglio 1948) è un attore statunitense.

## Biografia
Watson nasce ad Alexandria in Louisiana. Frequenta la Louisiana Tech per due anni prima di trasferirsi al Berea College a Berea, dove ha la sua prima esperienza come attore, interpretando il personaggio di Petruccio in una versione dell'opera di Shakespeare La bisbetica domata. Durante e dopo i suoi anni a Berea, reciterà drammi in teatri all' aperto e farà parte di alcuni piccoli gruppi di recitazione. Le sue esperienze teatrali includono l'interpretazione di Amleto nell'Amleto di William Shakespeare, di Stanley in Un tram che si chiama Desiderio, di Pale in Burn This e di Cervantes in Man of La Mancha. Dirige anche una versione di Ain't Misbehavin'.
Dal 1989 Watson inizia a interpretare ruoli cinematografici con molto impegno, tanto che nel 2005 vanta 43 film all'attivo, tra i quali: Sommersby (1993), Qualcosa di cui... sparlare (1995), Assassins (1995), Rosewood (1997), So cosa hai fatto (1997), Incubo finale (1998), Austin Powers - La spia che ci provava (1999) e Songcatcher (2000). Nel 2005, sette film in cui appare incassano complessivamente 850 milioni di Dollari. Per la televisione Watson recita in alcuni film TV tra i quali vanno ricordati Vendetta cieca (1990), Un'amara verità (1994) e Dal tramonto all'alba 2 - Texas, sangue e denaro (1999), e anche in molte serie televisive: American Gothic, Le avventure del giovane Indiana Jones, Matlock, Lazarus Man, JAG - Avvocati in divisa, Walker Texas Ranger e Prison Break.
Watson partecipa anche a una performance con Jennifer Love Hewitt come ospite speciale al Saturday Night Live e, in seguito, nella serie tv Ghost Whisperer. Dal 2005 al 2017 appare come personaggio ricorrente nella serie tv NCIS - Unità anticrimine, nel ruolo di Mike Franks. Successivamente si unisce alla società di produzione Shorris Film con Christopher Showerman and Clint Morris. Il loro primo film è il western Between the Sand and the Sky.

## Filmografia

### Cinema
- Arcobaleno nero (Black Rainbow), regia di Mike Hodges (1989)
- Il racconto dell'ancella (The Handmaid's Tale), regia di Volker Schlöndorff (1990)
- Sommersby, regia di Jon Amiel (1993)
- Qualcosa di cui... sparlare (Something to Talk About), regia di Lasse Hallström (1995)
- Il viaggio di August (The Journey of August King), regia di John Duigan (1995)
- Assassins, regia di Richard Donner (1995)
- Rosewood, regia di John Singleton (1997)
- Lolita, regia di Adrian Lyne (1997)
- So cosa hai fatto (I Know What You Did Last Summer), regia di Jim Gillespie (1997)
- Caccia al testimone (Acts of Betrayal), regia di Jack Ersgard (1997)
- Il profumo di un giorno d'estate (Shadrach), regia di Susanna Styron (1998)
- Break Up - Punto di rottura (Break Up), regia di Paul Marcus (1998)
- Incubo finale (I Still Know What You Did Last Summer), regia di Danny Cannon (1998)
- Il cuore della foresta (Heartwood), regia di Lanny Cotler (1998)
- If I Die Before I Wake, regia di Brian Katkin (1998)
- Austin Powers - La spia che ci provava (Austin Powers: The Spy Who Shagged Me), regia di Jay Roach (1999)
- È una pazzia (All the Rage), regia di James D. Stern (1999)
- The Art of a Bullet, regia di Michael G. Kehoe (1999)
- Songcatcher, regia di Maggie Greenwald (2000)
- Gli ultimi fuorilegge (American Outlaws), regia di Les Mayfield (2001)
- Morgan's Ferry, regia di Sam Pillsbury (2001)
- Hollywood Vampyr, regia di Steve Akahoshi (2002)
- Wild Turkey, regia di Leo Age - cortometraggio (2003)
- Season of the Hunted, regia di Ron Sperling (2003)
- The Last Summer, regia di Jonathan Landau (2004)
- Un giorno senza messicani (A Day Without a Mexican), regia di Sergio Arau (2004)
- The Dark Agent and the Passing of the Torch Chapter 7, regia di Michael G. Kehoe - cortometraggio (2004)
- La casa maledetta (Dead Birds), regia di Alex Turner (2004)
- Buon compleanno, Jack! (Christmas Child), regia di Bill Ewing (2004)
- Iowa, regia di Matt Farnsworth (2005)
- La punta della lancia (End of the Spear), regia di Jim Hanon (2005)
- House of Grimm, regia di Desmond Gumbs (2005)
- The Cleansing, regia di Joshua T. Harrel - cortometraggio (2008)
- White Lightnin', regia di Dominic Murphy (2009)
- Stellina Blue, regia di Gabriel Scott (2009)
- TiMER, regia di Jac Schaeffer (2009)
- Un amore alle corde (Small Town Saturday Night), regia di Ryan Craig (2010)
- The Presence, regia di Tom Provost (2010)
- A Christmas Snow, regia di Tracy Trost (2010)
- The Steamroom, regia di Donald Lawrence Flaherty (2010)
- La lampada dei desideri (The Lamp), regia di Tracy Trost (2011)
- Incontro con il male (Meeting Evil), regia di Chris Fisher (2012)
- The Last Exorcism - Liberaci dal male (The Last Exorcism Part II), regia di Ed Gass-Donnelly (2013)
- Compound Fracture, regia di Anthony J. Rickert-Epstein (2013)
- Of Silence, regia di Jeremiah Sayys (2014)
- Suburban Gothic, regia di Richard Bates Jr. (2014)
- Saved by Grace, regia di Johnny Remo (2016)
- Dark Resonance, regia di Jerry Keys (2016)
- Valley of Bones, regia di Dan Glaser (2017)
- Piece, regia di Marcus Nash - cortometraggio (2018)
- The Dead Ones, regia di Jeremy Kasten (2019)

### Televisione
- Vendetta cieca (Blind Vengeance), regia di Lee Philips – film TV (1990)
- Tu sei la mia famiglia (Leave of Absence), regia di Tom McLoughlin – film TV (1994)
- Un'amara verità (Justice in a Small Town), regia di Jan Egleson – film TV (1994)
- Matlock – serie TV, episodi 7x9-9x3 (1993-1994)
- Tad, regia di Rob Thompson – film TV (1995)
- Gramps - Segreto di famiglia (Gramps), regia di Bradford May – film TV (1995)
- Tecumseh: The Last Warrior, regia di Larry Elikann – film TV (1995)
- American Gothic – serie TV, episodio 1x04 (1995)
- Lazarus Man (The Lazarus Man) – serie TV, episodi 1x19-1x20 (1996)
- JAG - Avvocati in divisa (JAG) – serie TV, episodio 4x03 (1998)
- Saturday Night Live – serie TV, episodio 24x7 (1998)
- You Know My Name, regia di John Kent Harrison – film TV (1999)
- Walker Texas Ranger (Walker, Texas Ranger) – serie TV, episodi 7x15-7x16 (1999)
- Dal tramonto all'alba 2 - Texas, sangue e denaro (From Dusk Till Dawn 2: Texas Blood Money), regia di Scott Spiegel – film TV (1999)
- Ten Grand, regia di David Murphy – film TV (2000)
- The Last Cowboy, regia di Joyce Chopra – film TV (2003)
- Frankenfish - Pesci mutanti (Frankenfish), regia di Mark A.Z. Dippé – film TV (2004)
- Prison Break – serie TV, 19 episodi (2005-2008)
- Jane Doe: Battuta di pesca (Jane Doe: The Harder They Fall), regia di Lea Thompson – film TV (2006)
- Close to Home - Giustizia ad ogni costo (Close to Home) – serie TV, episodio 2x10 (2006)
- NCIS - Unità anticrimine (NCIS: Naval Criminal Investigative Service) – serie TV, 20 episodi (2006-2017)
- Criminal Minds – serie TV, episodio 2x15 (2007)
- Ghost Whisperer - Presenze (Ghost Whisperer) – serie TV, episodio 2x19 (2007)
- CSI - Scena del crimine (CSI: Crime Scene Investigation) – serie TV, episodio 8x06 (2007)
- A Kiss at Midnight, regia di Bradford May – film TV (2008)
- The Mentalist – serie TV, episodio 1x17 (2009)
- Cold Case - Delitti irrisolti (Cold Case) – serie TV, episodio 6x21 (2009)
- iCarly – serie TV, episodio 3x05 (2009)
- Cop House, regia di Brett Ratner – film TV (2009)
- Castle – serie TV, episodio 3x04 (2010)
- Franklin & Bash – serie TV, episodio 1x10 (2011)
- Eagleheart – serie TV, episodio 3x07 (2013)
- Justified – serie TV, episodio 5x09 (2014)

## Doppiatori italiani
Nelle versioni in italiano delle opere in cui ha recitato, Muse Watson è stato doppiato da:
- Ennio Coltorti in So cosa hai fatto, Castle
- Claudio Fattoretto in Incubo finale, Frankenfish - Pesci mutanti
- Michele Gammino in Qualcosa di cui... sparlare
- Romano Malaspina in Caccia al testimone
- Luciano Roffi in Dal tramonto all'alba 2 - Texas, sangue e denaro
- Nino Prester in Prison Break
- Vittorio Stagni in Criminal Minds
- Dante Biagioni in Ghost Whisperer - Presenze
- Mauro Magliozzi in CSI - Scena del crimine
- Michele Kalamera in NCIS - Unità anticrimine
- Renato Cortesi in Cold Case - Delitti irrisolti
- Sandro Iovino in The Mentalist
- Mauro Bosco in The Presence
- Manlio De Angelis in Incontro con il male
- Ugo Maria Morosi in The Last Exorcism - Liberaci dal male